# La fine dei Greene
La fine dei Greene (titolo originale The Greene Murder Case) è un romanzo poliziesco del 1928 di S.S. Van Dine. È il terzo della serie che ha come protagonista Philo Vance, investigatore dilettante dai poliedrici interessi.

## Trama
In una nevosa notte d'inverno, uno sconosciuto si introduce nell'abitazione della ricca famiglia Greene. In apparenza si tratta di un ladro, che uccide a colpi di pistola la figlia maggiore della vecchia signora Greene, Julia, e ferisce un'altra figlia, Ada, prima di scomparire lasciando una serie di orme sulla neve del viale d'ingresso. Ma quando Chester Greene, il figlio maggiore, chiede l'intervento del procuratore distrettuale, dichiarandosi scettico sulla teoria del furto, l'eclettico investigatore Philo Vance, dopo avere interrogato i membri della casa, concorda con lui. La teoria di uno scassinatore casuale non quadra con i fatti: si tratta certamente di omicidio premeditato. Il procuratore Markham non è convinto, ma pochi giorni dopo un secondo omicidio ha luogo nella vecchia casa Greene; questa volta è proprio Chester a venire ucciso, sempre con una rivoltella. Non c'è più nessun dubbio sulla natura deliberata degli omicidi. La soluzione dell'enigma, secondo Vance, è da ricercarsi nella peculiare atmosfera familiare dei Greene, costretti dal testamento del defunto capofamiglia Tobias a vivere insieme nella stessa casa per 25 anni, pena la perdita dell'eredità, e dal clima di odio reciproco che ne deriva. Altri delitti, in apparenza dettati da un fato inesorabile, insanguineranno la vecchia dimora, prima che Vance riesca a porre fine alla catena di sangue risolvendo l'enigma grazie anche all'applicazione delle sue teorie sui paralleli tra arte e crimine.

## Personaggi principali
- Philo Vance - investigatore dilettante
- John F.X. Markham - procuratore distrettuale
- Ernest Heath - sergente di polizia
- Signora Greene - ricca vedova a capo della famiglia Greene
- Julia Greene - figlia maggiore
- Chester Greene - figlio maggiore
- Sibella Greene - figlia minore
- Rex Greene - figlio minore
- Ada Greene - figlia adottiva
- Dottor Von Blon - medico di famiglia
- Sproot - maggiordomo
- Signora Hemming - cameriera
- Signorina Barton - cameriera
- Signora Mannheim - cuoca
- Dottor Doremus - medico legale
- Dottor Drumm - medico
- Snitkin, Hennessey, Burke - poliziotti

## Critica
Lo scrittore John Dickson Carr incluse questo romanzo nella lista dei dieci migliori gialli di tutti i tempi quando nel 1946 compilò il suo famoso saggio Il più splendido gioco del mondo (The Grandest Game in the World).
"Le insolite soluzioni nella trama di The Greene Murder Case probabilmente influenzarono La tragedia di Y di Ellery Queen (1932) e, da lì, alcuni romanzi successivi di Queen."
Nella trama, un elemento importante per la soluzione del mistero è il contenuto della biblioteca appartenente al defunto Tobias Greene, che è una collezione completa di testi di criminologia. Van Dine fa precisi riferimenti a libri realmente esistenti, ed in particolare al manuale di criminologia del dottor Hans Gross, uno dei primi testi di scienza forense mai pubblicati.

## Opere derivate
Nel 1929 da questo libro fu tratto il film muto The Greene Murder Case, interpretato da William Powell nel ruolo di Philo Vance.
Nel 1937 il regista Ewald André Dupont ne diresse una nuova versione cinematografica dal titolo Night of Mystery, con Grant Richards nella parte di Vance e Roscoe Karns in quella del sergente Heath.
La RAI ha tratto da questo romanzo nel 1974 la fiction televisiva omonima, che costituisce il terzo e ultimo episodio della miniserie Philo Vance, con Giorgio Albertazzi nel ruolo del protagonista.
La televisione della Repubblica Ceca ha prodotto nel 2002 un film dal titolo Vyvrazdení rodiny Greenu, diretto da Jirí Strach e con Jirí Dvorák nel ruolo di Philo Vance.

## Edizioni
- S.S. Van Dine, La fine dei Greene, traduzione di Tea Silvestra Sesini, collana I Libri Gialli n. 5, Mondadori, 1930.
- S.S. Van Dine, La fine dei Greene, traduzione di Pietro Ferrari, collana I Classici del Giallo Mondadori n. 584, Mondadori, 1989,  p. 255.